# 하플로스
《하플로스》(타갈로그어: Haplos)는 2017년 방영된 필리핀의 드라마이다.